# مارسن
مارسن (به فرانسوی: Marsan) یک کمون در فرانسه است که در Canton of Gimont واقع شده‌است.

## خصوصیات
مارسن ۱۴٫۹۳ کیلومترمربع مساحت و ۴۱۶ نفر جمعیت دارد و ۱۹۶ متر بالاتر از سطح دریا واقع شده‌است.